# پوشاک آذربایجانی

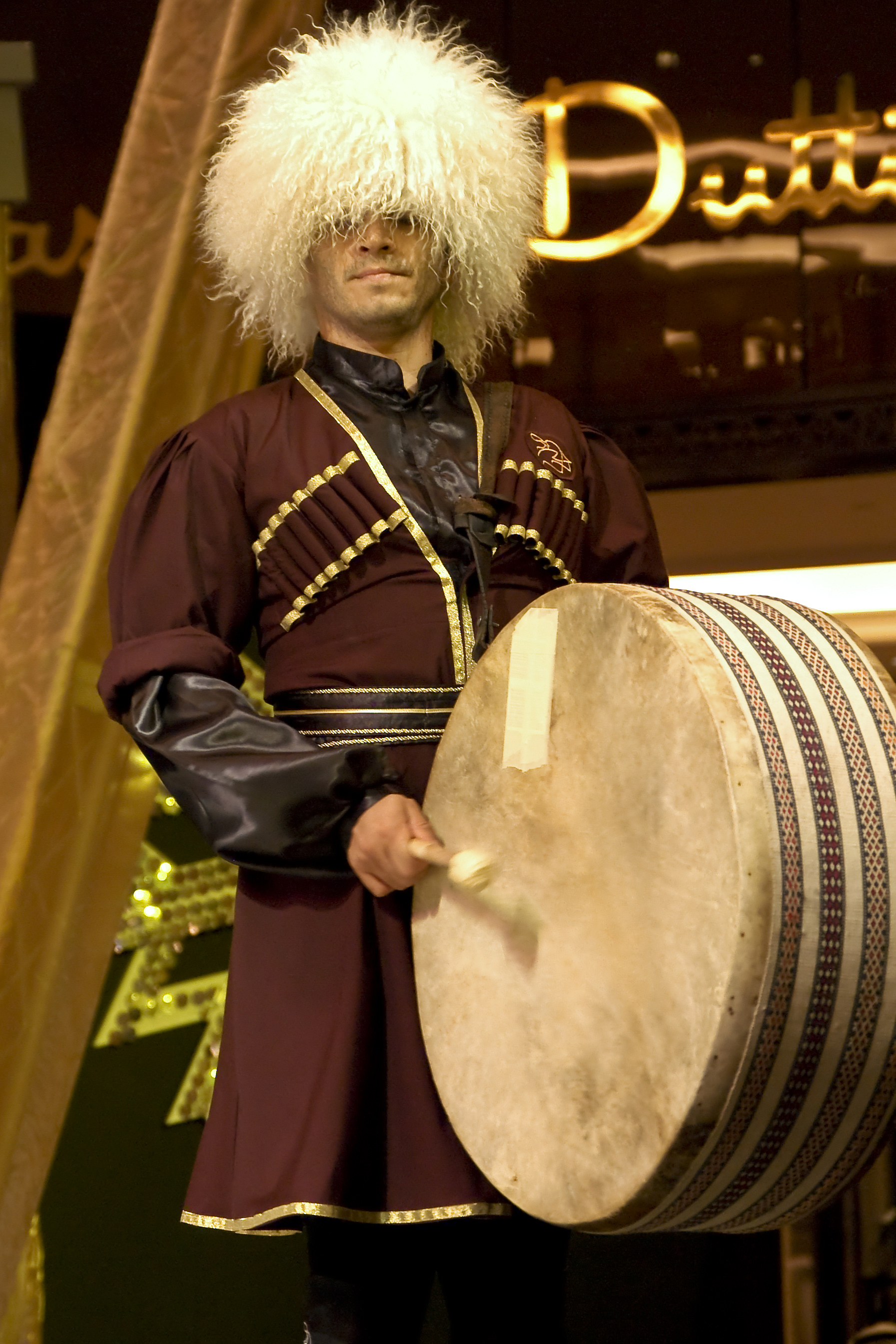

لباس ترکی آذربایجانی یا لباس ملی ترکی آذربایجانی‌ها (به ترکی آذربایجانی: Azərbaycan milli geyimləri) لباس سنتی آذربایجانی که از فرایندهای طولانی فرهنگ، دین و... مردمان آذربایجانی پدید آمده‌است. 
لباس آذربایجانی نشان‌دهندهٔ ویژگی‌های هنری، تاریخی، قومی و خلاقیت‌هایی است که در داخل لباس منعکس می‌شود. لباس اصیل آذربایجانی نشان‌دهندهٔ وضعیت تاهل و سن می‌باشد که رقص آذربایجانی با لباس آذربایجانی به اجرا درمی‌آید. از قرن بیستم به بعد، لباس آذربایجانی در شهرها کاربرد خود را از دست داده و حالت مدرنیته به خود گرفته است؛ ولی عموماً در مناطق عشایری و روستایی و مناطقی که اهالی ترک آذربایجانی سکونت دارند، به مانند سابق کارکرد خود را حفظ کرده‌است.

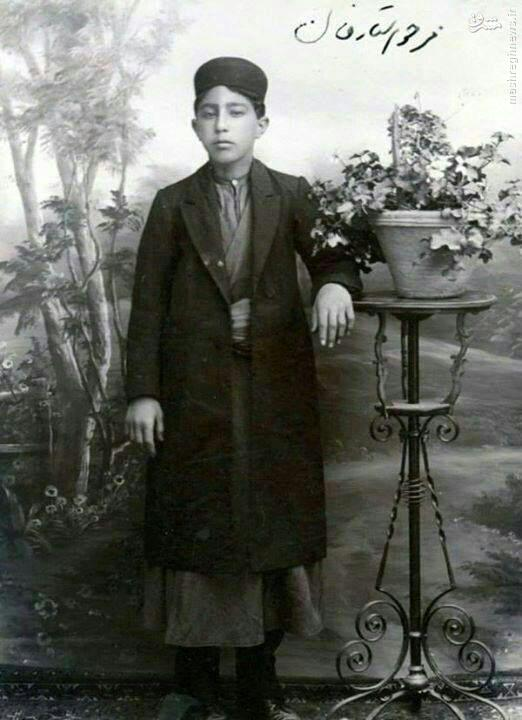
ستارخان در ۱۶ سالگی

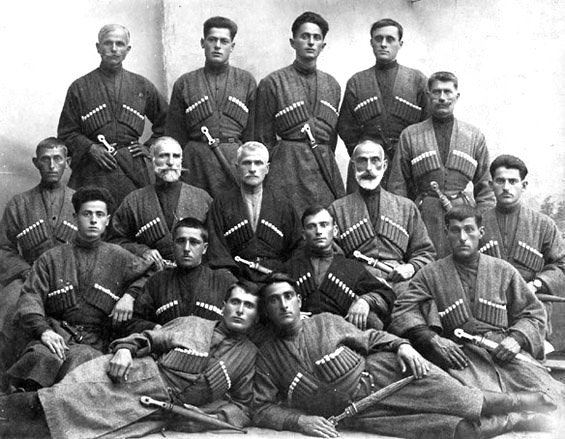
مردم گرجی با چوخای کارتل-کاختی

## نگارخانه

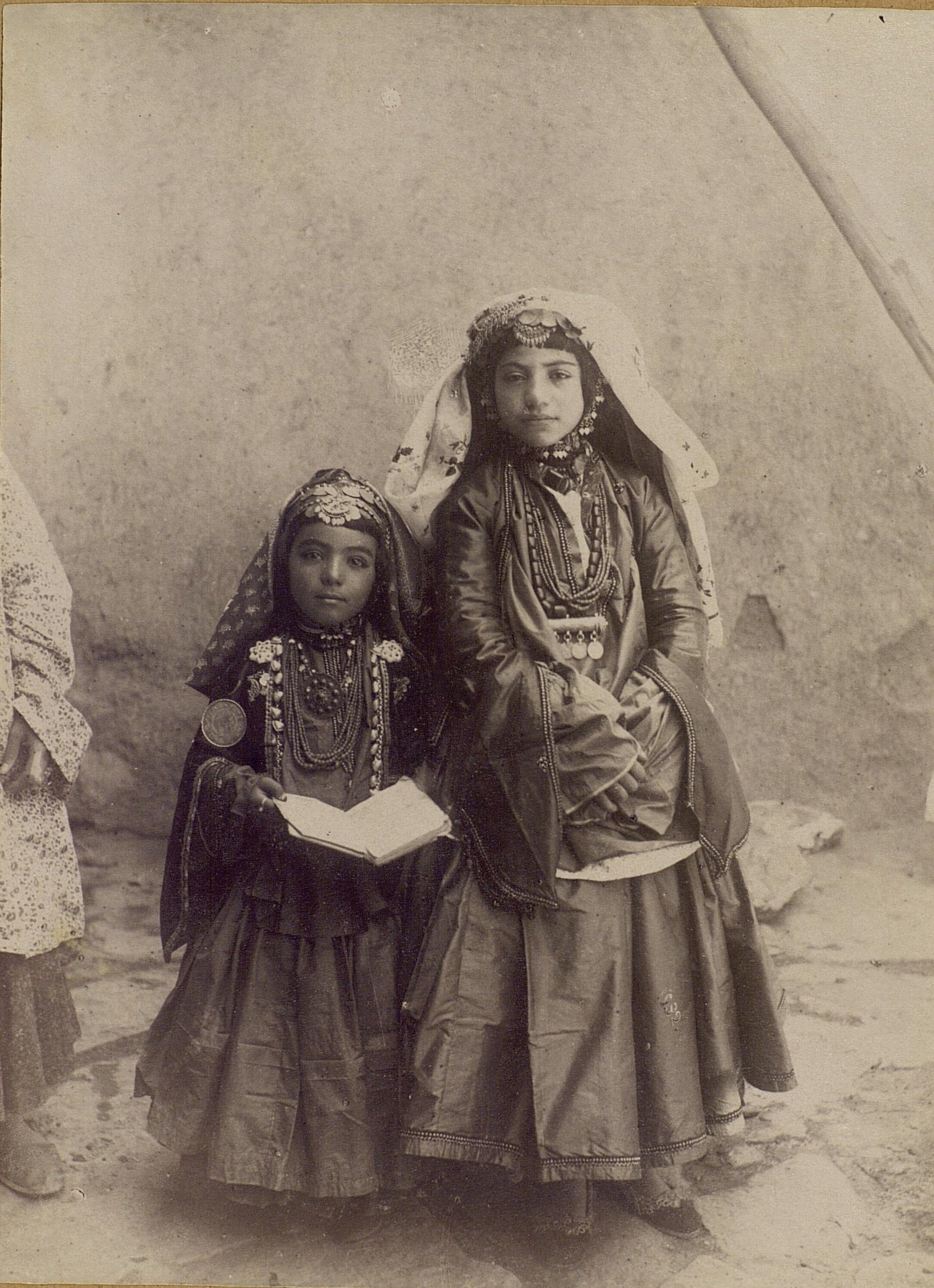
دختران ایل شاهسون - ایران؛ قرن ۱۹
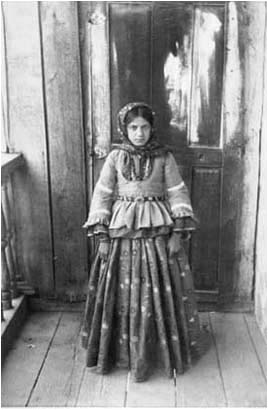
دختر آذربایجانی اهل شوشی. ۱۸۹۸.
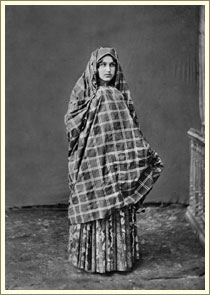
دختر جوان اهل شاماخی. ۱۸۸۳.
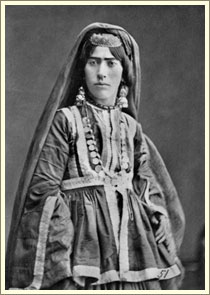
زن آذربایجانی اهل باکو. ۱۸۸۳.
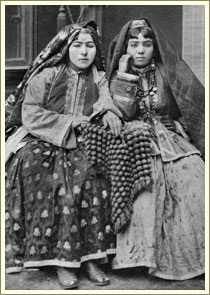
دو بانوی آذربایجانی در لباس آذربایجانی. ۱۸۸۱.

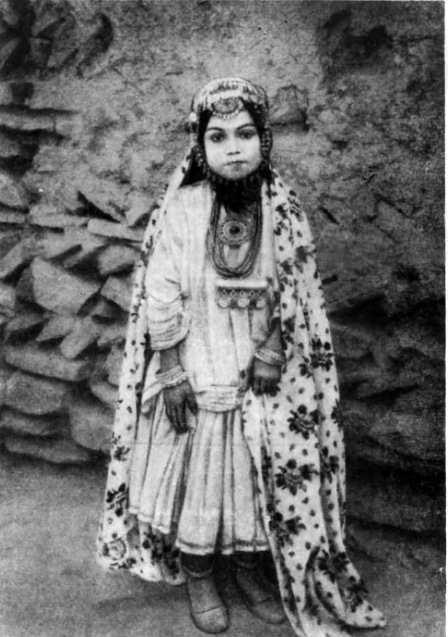
دختری از ایل شاهسون - ایران؛ قرن ۱۹
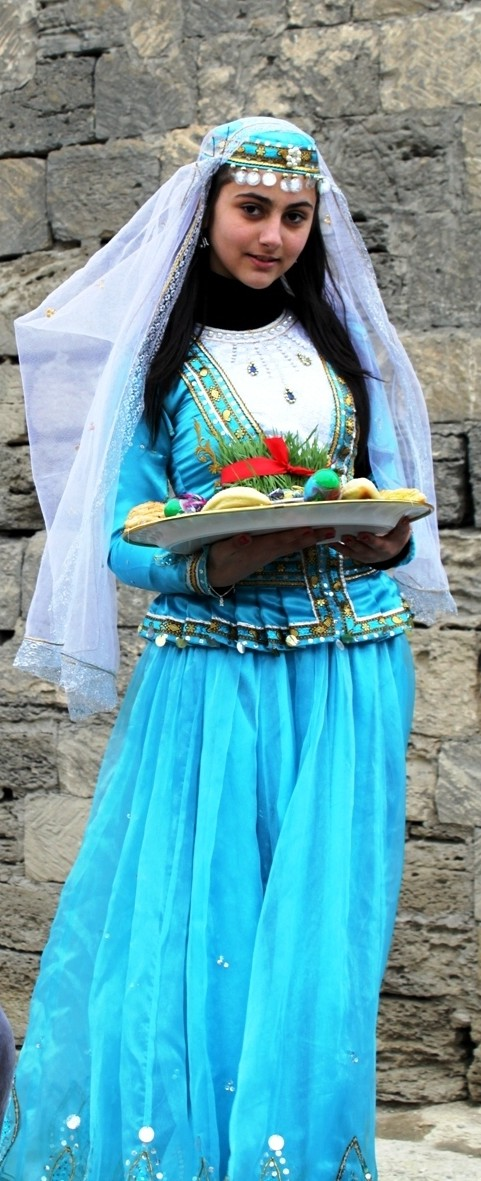
دختر آذربایجانی با لباس آذربایجانی در عید نوروز
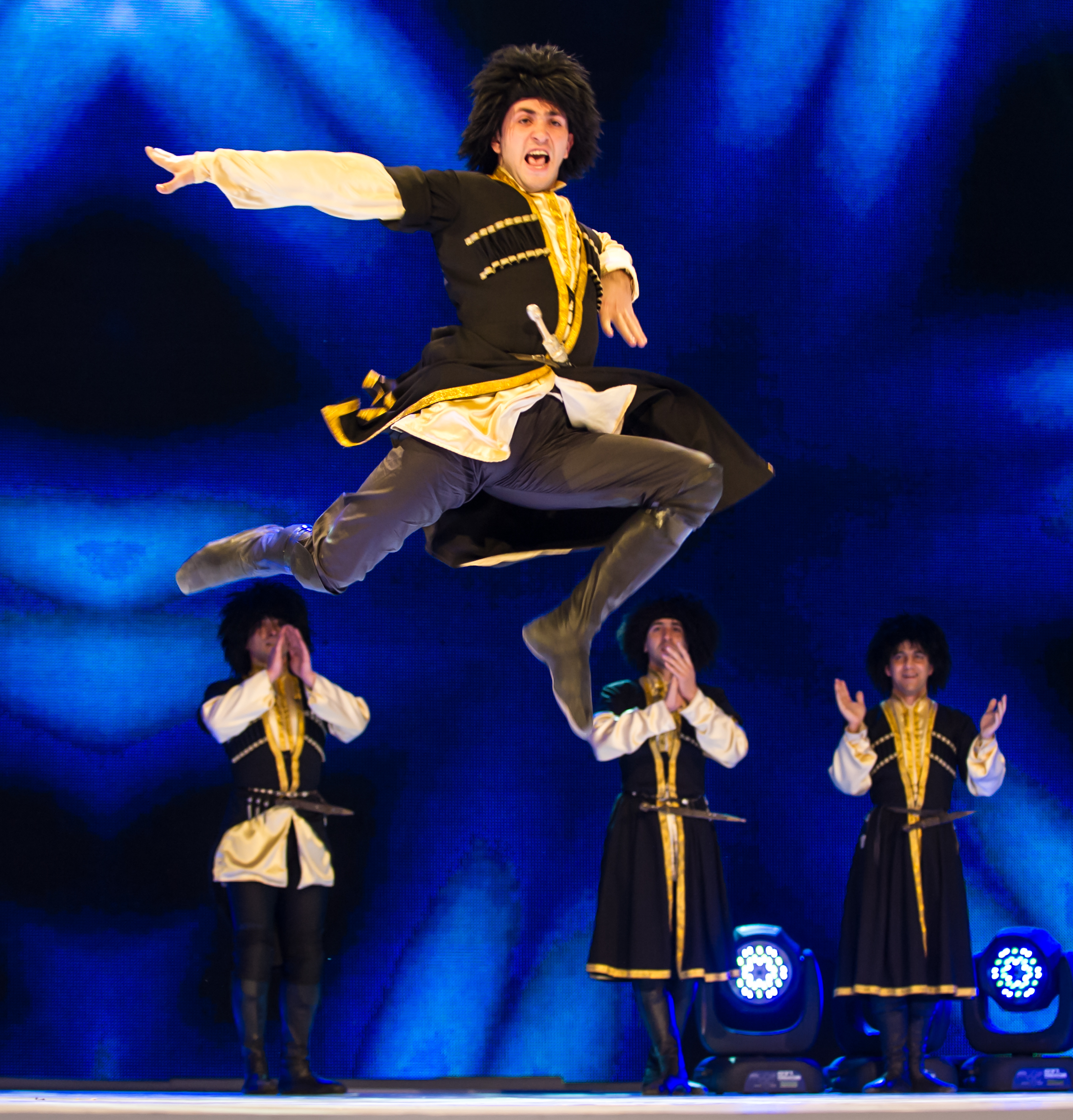
گروه رقاصان با لباس آذربایجانی
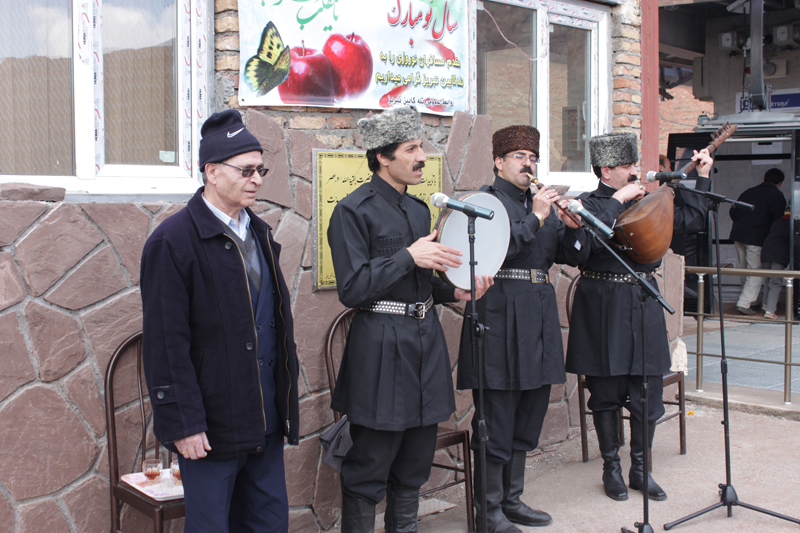
عاشیقها با لباس آذربایجانی در تبریز
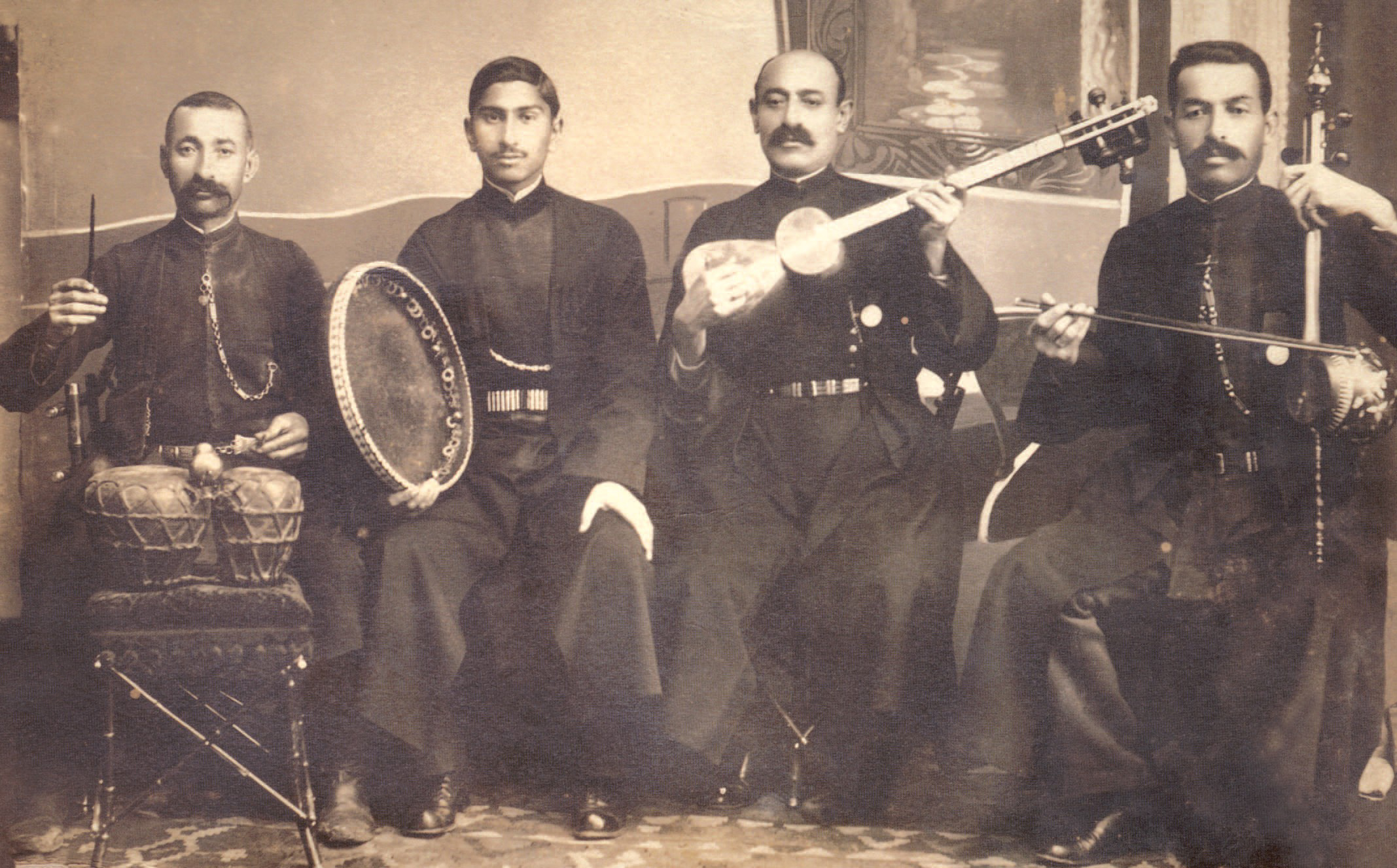
نوازندگان موسیقی مقام با لباس آذربایجانی

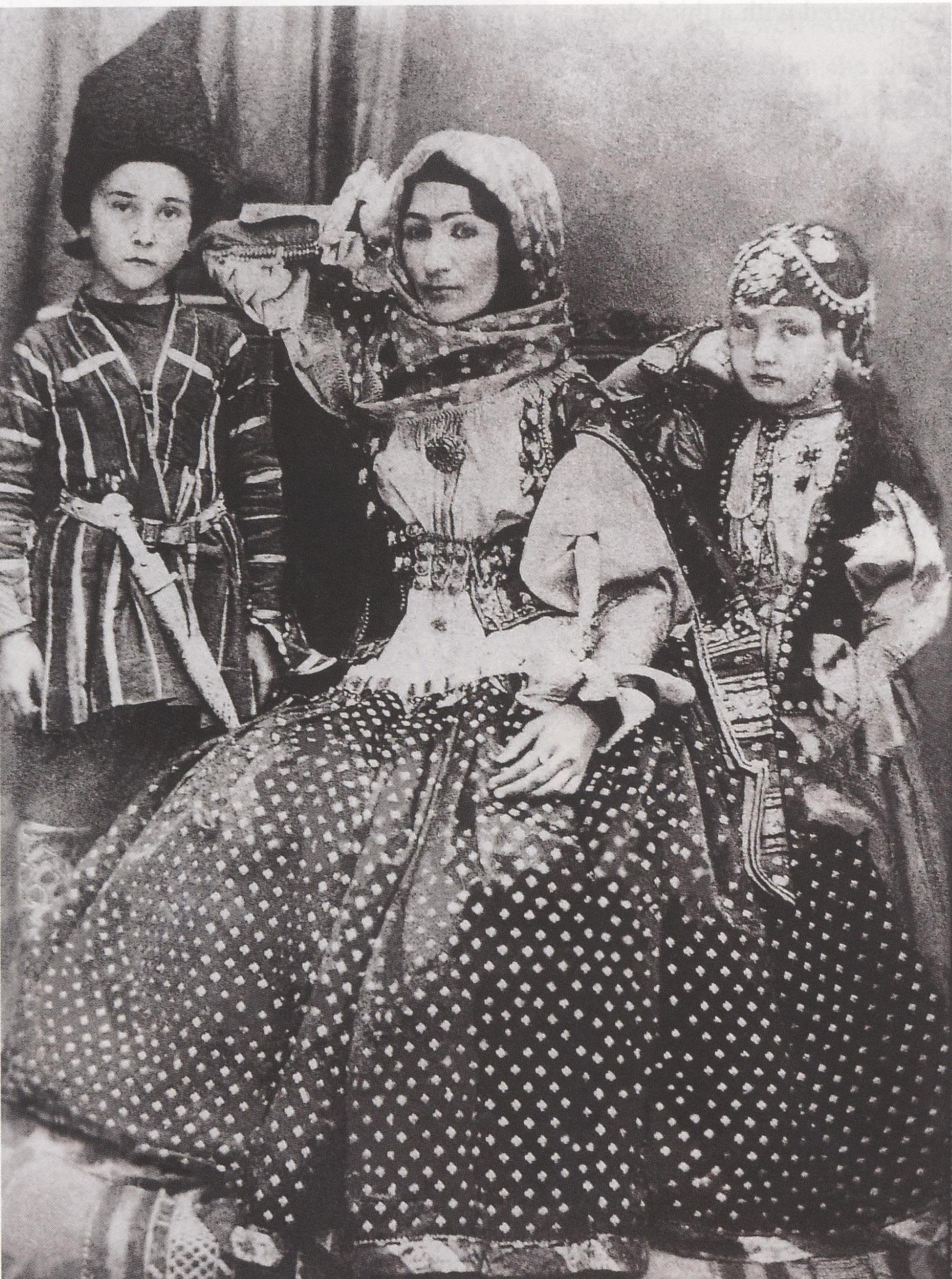
خورشیدبانو ناتوان به همراه پسرش مهدی‌قلی خان وفا و دخترش.
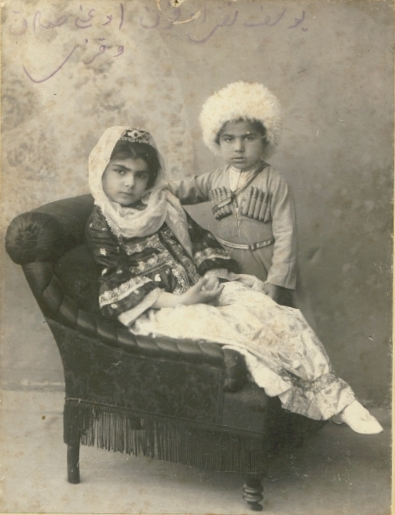
دختران و پسران موسی نقی‌یف
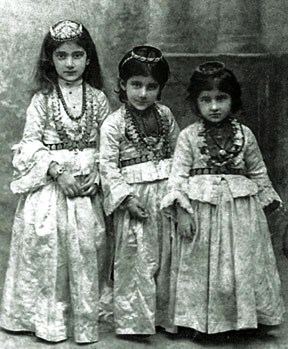
سارا آشوب بیگلی به همراه دخترش.
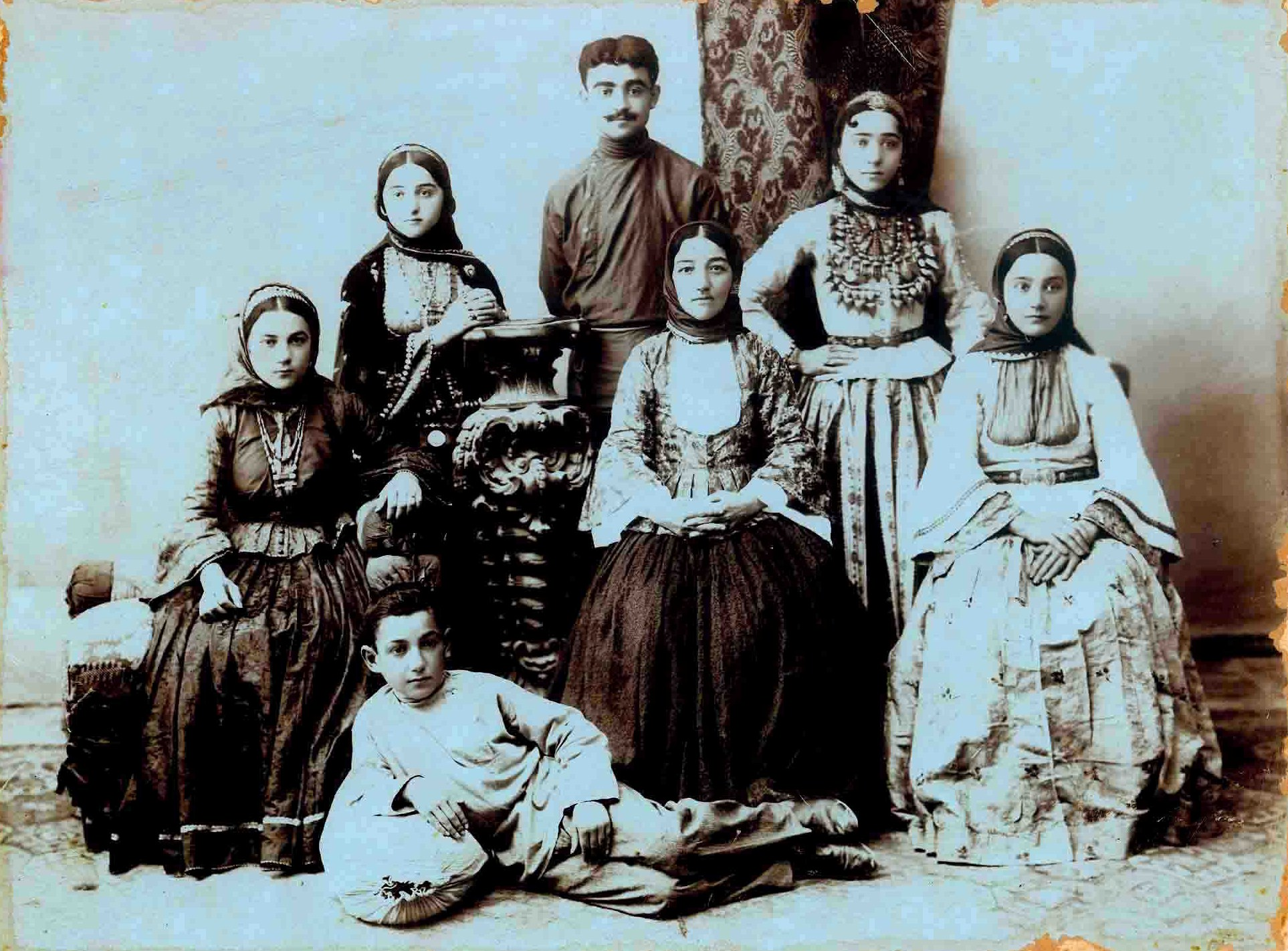
یوسف وزیر چمن‌زمینلی به همراه خانواده‌اش

## تمبر پستی

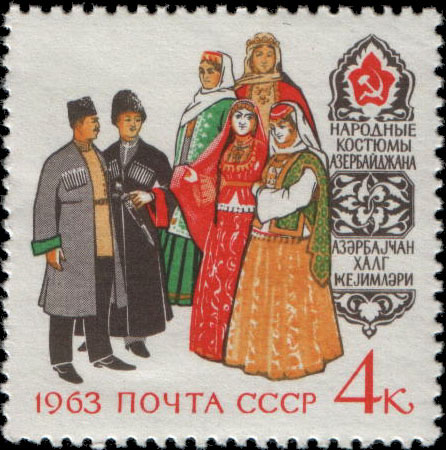
تمبر پستی شوروی, ۱۹۶۳.
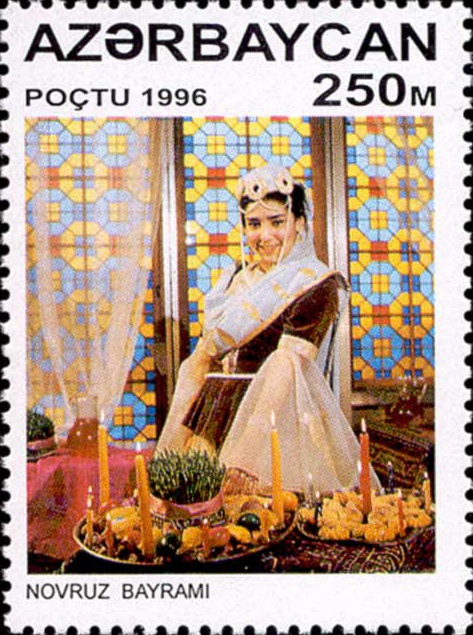
تمبر جمهوری آذربایجان, ۱۹۹۶.
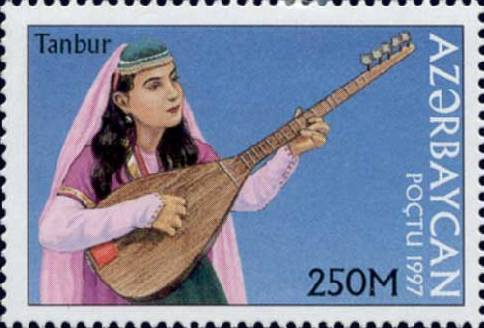
تمبر جمهوری آذربایجان, ۱۹۹۷.
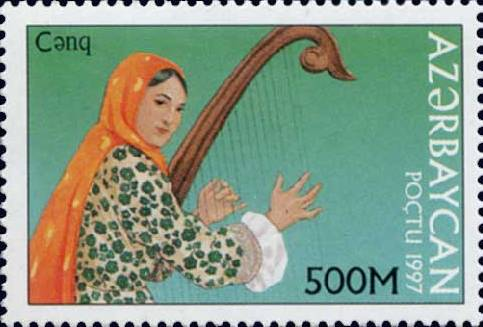
تمبر جمهوری آذربایجان, ۱۹۹۷.